# Franciszek Smuda
Franciszek Smuda (connu aussi sous le nom de Franz Smuda en Allemagne), né le 22 juin 1948 à Lubomia et mort le 18 août 2024 à Cracovie, est un footballeur polonais.
Après avoir occupé le poste de défenseur, il s'est reconverti dans le métier d'entraîneur, et occupe aujourd'hui cette fonction au Górnik Łęczna. Il possède également la nationalité allemande.

## Biographie

### Une longue carrière de joueur, dans plusieurs pays
Au poste de défenseur, Franciszek Smuda suit sa formation de footballeur à l'Unia Racibórz, de 1962 à 1967. Après trois années passées à l'Odra Wodzisław Śląski et quelques mois au Ruch Chorzów, Smuda fait ses débuts au haut niveau avec le Stal Mielec, qu'il quitte en 1971 pour le Piast Gliwice. À Gliwice, il évolue en deuxième division, pendant trois saisons.
En 1975, il décide de traverser l'océan Atlantique et rejoint le Vistula Garfield, clubs d'immigrés polonais, puis le Hartford Bicentennials en Ligue nord-américaine de football. De retour par la suite en Pologne, il s'engage avec le Legia Varsovie et joue une trentaine de matches de première division et plusieurs autres de Coupe Intertoto.
En 1978, Smuda revient aux États-Unis pour porter le maillot des Aztecs de Los Angeles, champions en 1974, puis ceux des Oakland Stompers (nouvelle franchise créée sur la base des Bicentennials) et Earthquakes de San José. Quelques mois plus tard, Franciszek Smuda décide de terminer sa carrière en Allemagne, au SpVgg Fürth et au VfR Coburg, avant de se consacrer au métier d'entraîneur.

### Parcours d'entraîneur

#### Premiers clubs
Installé en Allemagne, Franciszek Smuda commence sa carrière d'entraîneur dans des ligues régionales, à Cobourg, Forth, Nuremberg et Herzogenaurach.
En 1989, il rejoint la Turquie et le club d'Altay, engagé en première division. Il découvre alors les coulisses du maintien au plus haut niveau et ses inconvénients après avoir été licencié pour mauvais résultats à l'été 1990, après une relégation. Quelques jours plus tard, il rebondit à Konyaspor, septième du championnat 1989-1990. Maintenu à son poste durant deux saisons, il n'obtient pas les résultats escomptés, puisque classé en seconde partie de tableau.
Il décide alors en 1993 de retourner en Allemagne, puis en Pologne un peu plus tard après avoir été contacté par le Stal Mielec, club de l'élite qui lutte pour ne pas descendre. Sa mission est finalement une réussite, car par deux fois (1993-1994 et 1994-1995), le Stal Mielec occupe la onzième place du classement.

#### Un retour en grâce long à se dessiner

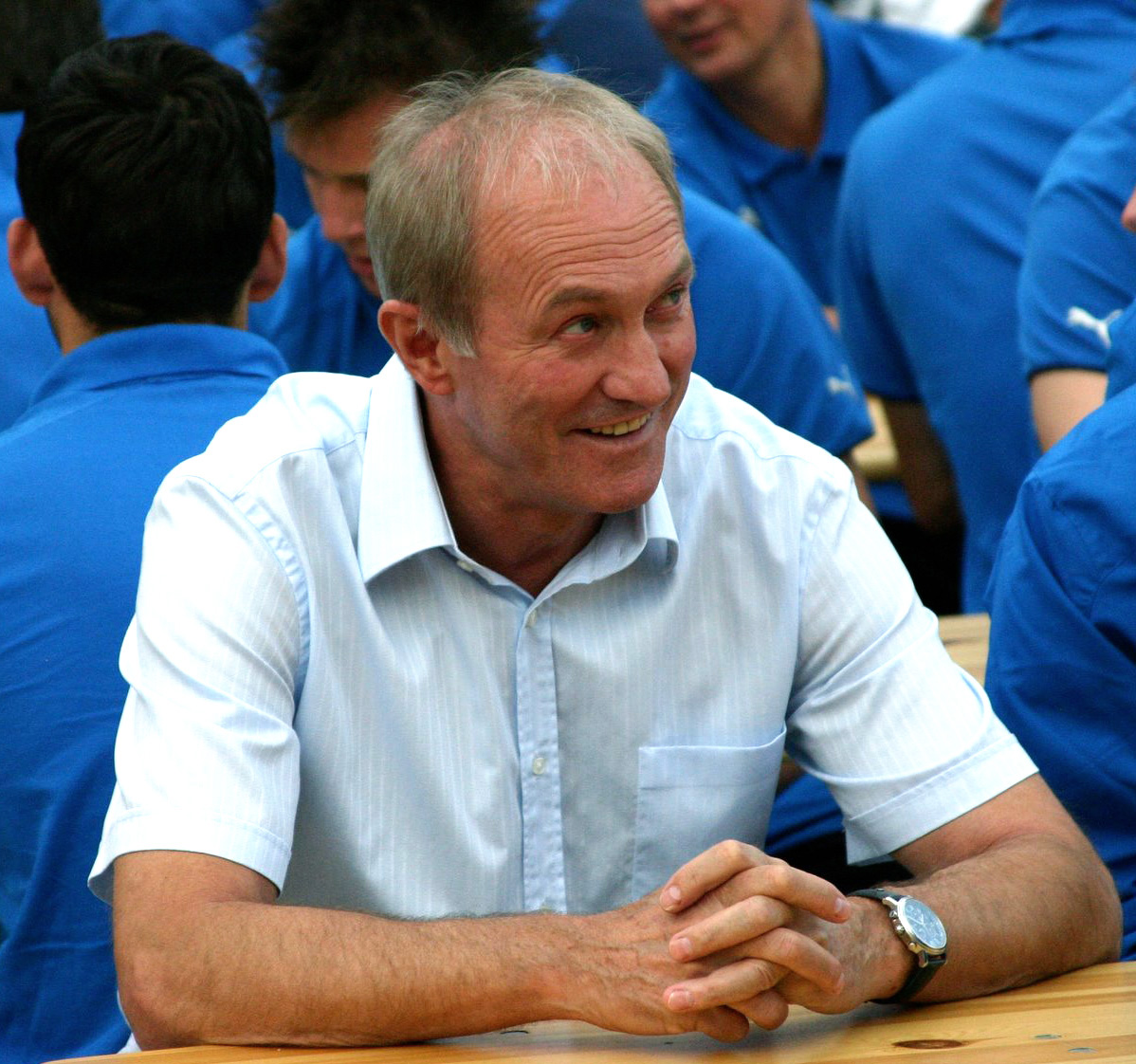
Avec le Lech Poznań, en 2008.

En octobre 1999, Smuda est engagé par le Legia Varsovie, qui s'est séparé de son entraîneur Dariusz Kubicki. Le club est alors huitième, dix points derrière le premier. Même s'il parvient à remonter au classement, le Legia échoue à se qualifier pour une compétition européenne, et ne gagne aucun trophée en cette saison 1999-2000. La saison suivante est assez similaire, le Legia Varsovie étant rapidement distancé par le premier. À la suite d'une défaite contre le Zagłębie Lubin en mars 2001, Smuda est écarté par ses dirigeants.
Après plusieurs mois d'inactivité, Franciszek Smuda est rappelé en juin 2001 par le Wisła Cracovie, tout juste sacré champion de Pologne. En Ligue des champions, il échoue à qualifier le club pour la phase de groupes, après avoir tout de même tenu tête au FC Barcelone. En championnat, les résultats sont bons et le Wisła participe à la lutte pour le titre, dans le groupe du même nom. Cependant, après deux défaites contre les clubs de Varsovie, qui relèguent le club à la deuxième place, Smuda est licencié et remplacé par Henryk Kasperczak.
Suivent ensuite différentes expériences plus ou moins réussies, au Widzew, au Piotrcovia Piotrków Trybunalski ou à l'Omonia Nicosie à Chypre. Après un retour vers le maintien avec l'Odra Wodzisław Śląski, Franciszek Smuda mène le Zagłębie Lubin à la troisième place lors de la saison 2005-2006.
Engagé la saison suivante par le Lech Poznań, qui vient de fusionner avec l'Amica Wronki et voit donc à la hausse ses ambitions, Smuda fait progresser le club dans l'élite du football polonais (sixième en 2007, quatrième en 2008). Qualifié pour la Coupe UEFA 2008-2009, le Lech y atteint le stade des trente-deuxièmes de finale. En coupe nationale, après avoir éliminé entre autres le Wisła et le Polonia Varsovie, Smuda et son équipe remportent la finale, en battant un à zéro le Ruch Chorzów. Mais même si le club se classe troisième en championnat, le contrat de Smuda n'est pas prolongé, ses dirigeants considérant que la place de champion était accessible (Poznań occupait en effet la première place avant la 24e journée, et une série de résultats nuls) et donc que cette troisième place est décevante.

#### Suites
Le 2 janvier 2013, Franciszek Smuda est appelé au chevet du Jahn Ratisbonne, bon dernier du championnat d'Allemagne de deuxième division. L'expérience est un désastre, puisqu'en quinze matches, le club n'en gagne qu'un seul, et s'incline à onze reprises. Logiquement, avec dix-huit points de retard sur le premier non-relégable, Ratisbonne est relégué, et le contrat de Smuda (d'une durée initiale de six mois) non prolongé.
Annoncé par plusieurs médias polonais au Wisła Cracovie, son retour au club est officialisé le 11 juin 2013. Franciszek Smuda a alors pour mission d'améliorer les résultats du Wisła, décevants depuis plusieurs années (une septième place seulement lors de la saison 2012-2013, par exemple).

## Palmarès
- Champion de Pologne : 1996, 1997 et 1999
- Vainqueur de la Supercoupe de Pologne : 1996
- Finaliste de la Coupe de Pologne : 2006
- Vainqueur de la Coupe de Pologne : 2009